# Теракт на Каширском шоссе (1999)
Террористи́ческий акт на Каши́рском шоссе́ — взрыв в многоквартирном жилом доме на Каширском шоссе в Москве, произошедший 13 сентября 1999 года в 5 часов утра.
Взрыв произошёл в подвальном помещении 8-этажного кирпичного жилого дома № 6, корпус 3. Мощность взрывного устройства — 300 килограмм в тротиловом эквиваленте. Поскольку дом был кирпичный, в результате взрыва он был полностью разрушен, а почти все находившиеся в нём жители (124 человека) погибли, 7 человек получили ранения различной степени тяжести, пострадало 119 семей.

## Хронология осуществления теракта
Террористический акт на Каширском шоссе был частью серии терактов, осуществлённых в российских городах 4—16 сентября 1999 года. По данным следствия, эта серия терактов была организована и профинансирована руководителями незаконного вооружённого формирования Исламский институт «Кавказ» Эмиром аль-Хаттабом и Абу Умаром. Эти теракты были направлены на массовую гибель людей, с целью нарушения общественной безопасности, устрашения населения и оказания воздействия на принятие решений органами власти по ликвидации последствий нападения боевиков на Дагестан в августе 1999 года.
Хаттаб и Абу Умар обратились к лидерам так называемого «мусульманского общества № 3», или карачаевского ваххабитского джамаата. Один из его председателей, Ачимез Гочияев, организовал из сподвижников диверсионную группу. Гочияев до 1997 года имел успешный бизнес в Москве в сфере строительства. В 1997 году он увлёкся идеями ваххабизма. Из Москвы он возвратился в Карачаевск, затем прошёл обучение в лагере Хаттаба. Для руководства операцией Гочияев подходил идеально: имел боевые навыки и хорошо знал Москву.
Взрывчатку изготовили в посёлке Мирном Ставропольского края путём смешения тротила, алюминиевой пудры, аммиачной селитры и сахара. Оттуда её под видом сахара переправили на продуктовую базу в Кисловодске, которой заведовал дядя одного из террористов, Юсуфа Крымшамхалова. В город террористов пропустил сотрудник ГИБДД Станислав Любичев, который впоследствии был приговорён к 4,5 годам лишения свободы. На продовольственной базе террористы расфасовали взрывчатую смесь в мешки из-под сахара с логотипом Эркен-Шахарского сахарного завода. После того, как всё было спланировано, террористы организовались в несколько групп для перевозки взрывчатки в несколько городов.
В июле-августе 1999 года Гочияев и его напарник Сайтаков несколько раз приезжали в Москву, чтобы подыскать пригодные помещения для осуществления взрывов. В целях конспирации они сменили четыре гостиницы: «Измайлово», «Золотой колос», «Восход» и «Алтай».
30 августа 1999 года Гочияев оформил в Москве на имя Мухита Лайпанова, как генерального директора, фирму ООО «Бранд-2».
От имени сотрудника этой фирмы Гочияев, используя документы на имя Мухита Лайпанова, 31 августа арендовал помещение в доме на Каширском шоссе, закреплённое за ООО «ИНВА». 6 сентября он договорился об аренде помещения на Краснодарской улице с ООО «Трансервис».
31 августа 1999 года Хаким Абаев заказал водителю Н. Тишину, не осведомлённому о планах террористов, перевозку сахара в Москву. 4 сентября гружёная взрывчаткой фура «Мерседес-Бенц 2236», которой управляли Н. Тишин и его напарник, отправилась из Кисловодска в Москву. Хаким Абаев сопровождал фуру до автостоянки на МКАДе. 7 сентября Абаев довёл фуру до склада на Краснодарской улице, который террористы выбрали своей временной базой.
7 сентября мешки перевезли со склада на Краснодарской улице в арендованное Гочияевым помещение на Каширском шоссе. Перевозка осуществлялась водителями, не осведомлёнными о планах террористов.

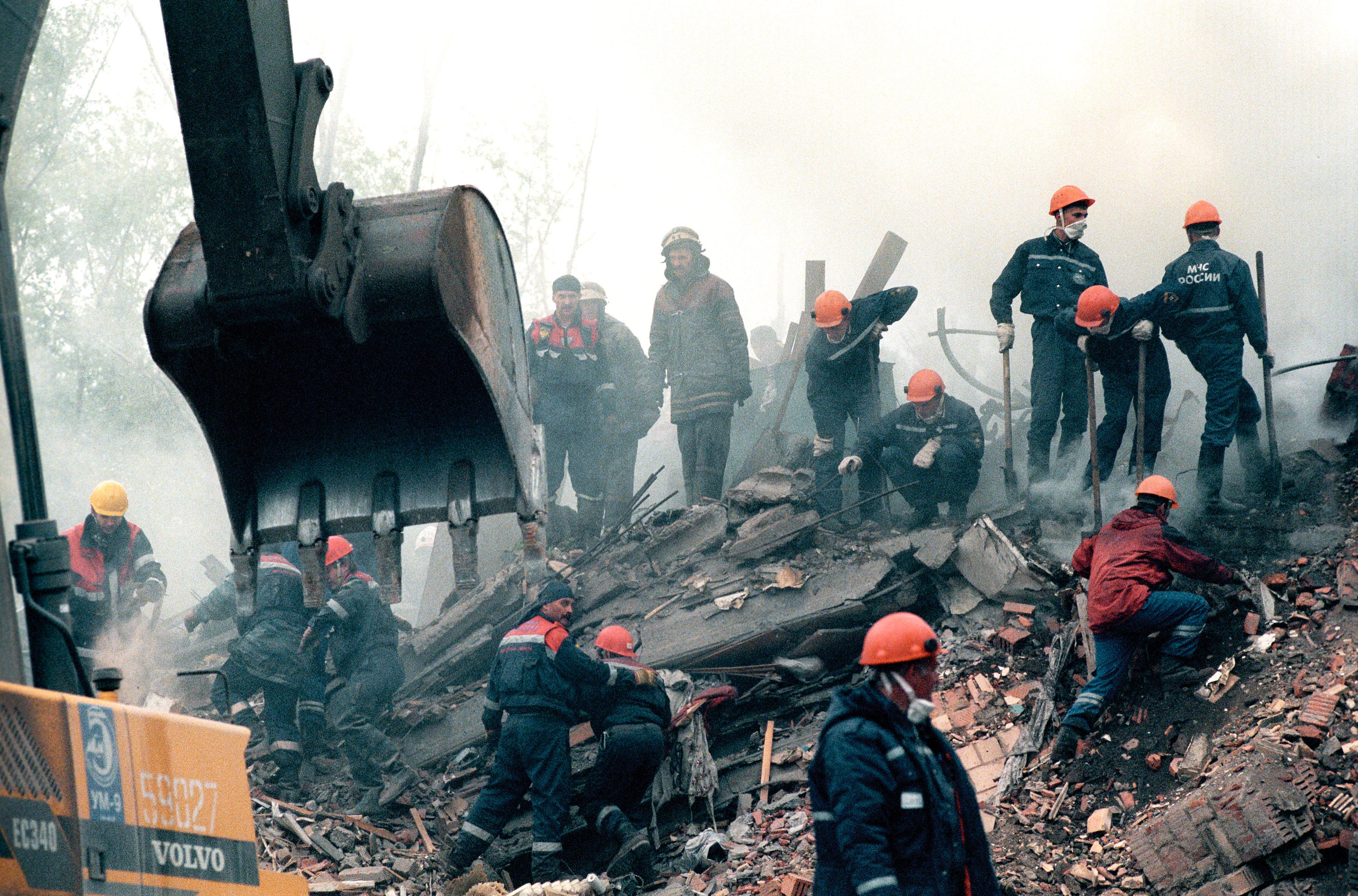
Работы по расчистке завалов на месте взрыва жилого дома на Каширском шоссе, 14 сентября 1999

13 сентября, в день общенационального траура, на Каширском шоссе произошёл взрыв.
Следующие лица были причастны к осуществлению теракта:
- Ачимез Гочияев (находится в федеральном и международном розыске)[4]
- Денис Сайтаков (ликвидирован в Чечне)
- Хаким Абаев (ликвидирован подразделениями федеральных сил 30 мая 2004 года в ходе спецоперации в Ингушетии)[5][6]
- Равиль Ахмяров (ликвидирован в Чечне)
- Юсуф Крымшамхалов (арестован в Грузии, 7 декабря 2002 года экстрадирован в Россию и приговорён к пожизненному заключению в январе 2004 года)
- Адам Деккушев[1] (арестован в Грузии, при аресте бросил в полицейских гранату, 14 апреля 2002 года экстрадирован в Россию и приговорён к пожизненному заключению в январе 2004 года)

К 2010 году на свободе оставался только Ачемез Гочияев, который был объявлен в федеральный и международный розыск. Все остальные причастные к взрывам домов были арестованы либо ликвидированы в ходе операций силовых структур на Северном Кавказе и в Грузии.

## Судебные процессы
14 мая 2003 года Кисловодский городской суд приговорил бывшего милиционера Станислава Любичева к четырём годам лишения свободы. Любичев обвинялся в том, что за взятку обеспечил беспрепятственный проезд на территорию Кисловодска в технически неисправном состоянии автомобиля «КамАЗ», водитель которого не имел сопроводительных документов на перевозимый груз, в котором находилось самодельное взрывчатое вещество, замаскированное мешками с сахаром, и лично сопроводил его до складов «Реалбазы хлебопродуктов» (Кисловодск), на которой работал дядя одного из террористов. Позже с «Реалбазы хлебопродуктов» часть взрывчатки была доставлена в Москву использована в том числе и для подрыва жилого дома на Каширском шоссе.
12 января 2004 года Московский городской суд приговорил к пожизненному заключению Адама Деккушева и Юсуфа Крымшамхалова, обвинённых в совершении ряда терактов, в том числе взрыва дома на Каширском шоссе. 8 июля 2004 года Верховный Суд России оставил в силе приговор Мосгорсуда.

## Проверка дома перед взрывом
После взрыва на улице Гурьянова, произошедшего 8 сентября 1999 года, участковые милиционеры Москвы стали проверять весь нежилой фонд на своих территориях. Участковым Дмитрием Кузововым в числе прочих был проверен дом № 6 корпус 3 по Каширскому шоссе. В этом доме был расположен мебельный магазин, который его владелец сдал в аренду человеку, представившемуся как Мухит Лайпанов, под склад сахара. При осмотре магазина Кузовов обнаружил мешки с сахаром, однако, поскольку он не знал, что террористы таким образом маскируют взрывчатку, то ничего не заподозрил. 12 сентября участковый пришёл к тому же дому с повторной проверкой, но в этот раз дверь магазина была заперта, а взламывать её в отсутствие владельца милиционер не мог.
По данным депутата Виктора Двуреченских, в день взрыва от жителей дома поступил сигнал в милицию, после которого приехал наряд. Он утверждает, что работник РЭУ сообщил милиционерам о том, что «в подвале всё в порядке, там свои люди» и милиционеры постояли у дверей подвала, но не вошли. По данным журналистов газеты Московский комсомолец, этот работник РЭУ ранее нарушал гражданское законодательство по статье «незаконное обогащение».
13 сентября в этом доме произошёл мощный взрыв. После взрыва Кузовов был уволен с формулировкой «в связи с служебной халатностью». Однако 3 ноября 1999 года начальник ГУВД Москвы Николай Куликов заявил, что его подчинённые «детально разбирались» в деле Кузовова и пришли к выводу, что «не надо ломать парню карьеру». Кузовов был восстановлен на службе.

## Память о погибших
На месте взрыва на Каширском шоссе был возведён мемориал жертвам этого теракта.
| - Могилы погибших при теракте на Котляковском кладбище Москвы. |